# Amtsgericht Illkirch
Das Amtsgericht Illkirch (auch Amtsgericht Illkirch-Graffenstaden) war ein deutsches Amtsgericht mit Sitz in Illkirch.

## Geschichte
Illkirch war Sitz eines französischen Friedensgerichtes. Nach der Abtretung Elsass-Lothringens im Frieden von Frankfurt an das Deutsche Reich 1871 wurde die Gerichtsstruktur mit dem Gesetz, betreffend Abänderung der Gerichtsverfassung vom 14. Juli 1871 und der Ausführungsbestimmung hierzu vom gleichen Tag neu geregelt. Dabei wurden die Friedensgerichte beibehalten. Im Rahmen der Reichsjustizgesetze wurden 1879 die Friedensgerichte im Reichsland Elsass-Lothringen aufgehoben und Amtsgerichte gebildet. Das Amtsgericht Illkirch war dem Landgericht Straßburg nachgeordnet. Am Gericht bestand 1880 eine Richterstelle. Das Amtsgericht war damit ein kleines Amtsgericht im Landgerichtsbezirk. Es war auch Rheinschifffahrtsgericht. Der Gerichtsbezirk umfasste 1895 den Kanton Geispolsheim mit 141 Quadratkilometern, 20.945 Einwohnern und 14 Gemeinden. Mit der Verordnung über den Sitz und die Bezirke der Amtsgerichte vom 3. April 1909 gingen die Gemeinden Düppigheim und Düttelnheim aus dem Sprengel des Amtsgerichts Illkirch in den Sprengel des Amtsgerichts Molsheim über.
Nach der Reannexion Elsass-Lothringens durch Frankreich nach dem Ersten Weltkrieg wurde das Amtsgericht Illkirch als „Tribunal cantonal d'Illkirch-Graffenstaden“ weitergeführt. Im Zweiten Weltkrieg wurde 1940 von der deutschen Besatzungsmacht die vorgefundene Gerichtsstruktur unter Verwendung deutscher Ortsnamen und Behördenbezeichnungen, hier also wieder als Amtsgericht Illkirch, fortgeführt. Heute besteht das Tribunal d'Instance d'Illkirch-Graffenstaden als Eingangsgericht.